# Offa degli Angli
Offa (seconda metà del IV secolo) è stato un leggendario re degli angli, figlio di Wermund e padre di Angeltheow.
È menzionato nella genealogia dei re di Mercia, nel poema in antico inglese Widsith e da Svend Aggesen. È stato identificato con Uffo (anche Uffe e Uffi) dello Jutland, un leggendario re danese presente nel Gesta Danorum di Saxo Grammaticus e anche con l'Offa marito di Modþryð del Beowulf. Offa è menzionato anche negli Annales Ryenses, nella Vita Offae Primi, nella Vitae Duorum Offarum.

## Biografia
Secondo il Widsith e le fonti danesi Offa conquistò i Myrging, forse un clan di origine sassone, e sconfisse in singolar tenzone due loro sovrani, diventando loro sovrano. Probabilmente i Myrging erano antenati degli Angli o dei Danesi. Suo padre Wermund era figlio di Withlæg ed era re degli Angli e dei Danesi.

### Saxo Grammaticus
Saxo fornisce una biografia ampiamente leggendaria su Offa. Offa nacque quando suo padre Wermund era molto vecchio e cieco, e durante l'infanzia era molto taciturno, tanto che suo padre credeva fosse muto o un sempliciotto. Per mantenere il rango del figlio, lo fece sposare con la figlia di Freawine, signore dello Schleswig. Freawine avrebbe dovuto aiutare Offa a diventare re, ma venne ucciso da Athisl (o Adisl o Eadgils). Adisl era il signore dei Myrging e viene nominato nel Widsith.
Wermund prese Ket e Wig, figli di Freawine, come propri figliocci. Ket e Wig decisero di vendicare il padre e uccisero Adils in un modo considerato disonorevole (in un'imboscata o in un duello due contro uno). Avendo ucciso il loro re, i due andarono al comando dei Myrging. Offa, per ripulire l'onore dalla propria famiglia, prese il posto di Ket e Wig e poi uccise due Myrging, diventando re degli Angli. Il combattimento tra Offa e i Sassoni avvenne a Rendsburg, un'isola sul fiume Eider.

### Fonti primarie
- Widsith
- Beowulf
- Saxo Grammaticus, Gesta Danorum